# Giv'on HaHadasha
Giv'on HaHadashah (en hébreu : גִּבְעוֹן הַחֲדָשָׁה, littéralement : « Gibeon-la-Nouvelle » ; en arabe : غيفون هاهاداشا) est une colonie israélienne, illégale au regard du droit international,, située en Cisjordanie, territoire palestinien occupé. Elle se trouve à une dizaine de kilomètres au nord-ouest du centre-ville de Jérusalem. Elle est construite en partie sur des terres palestiniennes confisquées, celles du village de Beit Ijza.
La colonie est accolée à celle de Giv'at Ze'ev. Elle est rattachée au conseil régional de Mateh Binyamin. Giv'on HaHadashah compte 1 151 habitants en 2015.

## Toponymie
La colonie est nommée d'après la ville biblique de Gibeon (Giv'on en hébreu), qui se trouvait à proximité. Cette dernière est mentionnée dans les versets 10 et 12 du chapitre 10 du livre de Josué.

## Histoire
Un village est établi en 1895 par des Juifs yéménites, mais ceux-ci quittent les lieux au bout de plusieurs années. Le village est habité par des juifs en 1924, mais ses habitants sont contraints de fuir durant les émeutes de 1929. La colonie israélienne est créée en 1977, à la faveur de la victoire israélienne lors de la guerre des Six jours de 1967. L'Etat israélien procède à des confiscations de terres palestiniennes pour étendre la colonie.

### Colonisation israélienne
En 1977, la localité est colonisée par des membres du mouvement Goush Emounim. Elle accueille alors beaucoup de Juifs en provenance d'Union soviétique ainsi que de nombreux Sabras.

### Confiscation de terres palestiniennes
La colonie est établie en partie sur des terres palestiniennes confisquées, celles du village de Beit Ijza,. Les motifs invoqués pour légitimer les confiscations renvoient principalement au fait que 167 dunams sont « enregistrés comme appartenant à des Juifs, du fait que des Juifs y ont séjourné brièvement dans les années 1920, puis sont partis », selon Haaretz. Après la création de l'Etat d'Israël, en 1948, « les terres sont devenues propriété jordanienne».
Après la guerre des Six jours en 1967, « la terre a été déclarée propriété du gouvernement israélien». Des surfaces de terre supplémentaires de propriétés privées palestiniennes ont été confisquées soit pour la construction du château d'eau qu'utilise la colonie de Givon Hahadasha, soit pour l'édification de la barrière de séparation israélienne.
Du fait de l'extension de Givon Hahadasha et de la barrière de séparation israélienne, les Palestiniens de Beit Ijza, Biddu, et Beit Duqqu n'ont accès à leurs terres que deux à trois fois par an.

## Religion
Bien que la plupart des habitants de Giv'on HaHadashah soient laïcs, la colonie abrite également quelques familles juives orthodoxes.

## Situation juridique
La communauté internationale dans son ensemble considère les colonies israéliennes de Cisjordanie illégales au regard du droit international, mais le gouvernement israélien conteste ce point de vue.